# ینگوار برین
ینگوار برین (انگلیسی: Yngvar Bryn; ۱۷ دسامبر ۱۸۸۱ – ۳۰ آوریل ۱۹۴۷) دونده، و اسکیت‌باز نمایشی اهل نروژ بود.